# フレッシュたかまつ
『フレッシュたかまつ』は、2017年4月8日から2024年12月23日までインターネット配信を行っていたラジオ番組。パーソナリティは高田憂希と松田颯水。

## 番組概要
フレッシュ感のあるパーソナリティ、高田・松田によるトークバトルバラエティ番組（番組冒頭の説明は『フレッシュな我ら（高田・松田）が常に闘い続ける、フレッシュなバトル番組』）。
ほぼ全ての番組コーナーがパーソナリティ同士で競い合うバトル形式となっており、各コーナーの対決に勝ったパーソナリティには「フレッシュポイント」が与えられる。

## 配信時間（放送時間）
|                | 配信・放送局                                           | 配信・放送時間                     | 過去の放送時間・配信時間変遷 ※備考                                                                                  |
| -------------- | ------------------------------------------------------ | ---------------------------------- | --- |
| 本配信         | ニコニコ動画 シーサイドチャンネル                      | 毎週月曜 更新 （2020年3月30日 - ） | |
| 本配信         | YouTube シーサイド・コミュニケーションズ公式チャンネル | 毎週月曜 更新 （2020年3月30日 - ） | |
| 本配信         | 超!A&G+                                                | 配信終了                           | - 毎週土曜 20:00 - 20:30 （2017年4月8日 - 2019年3月30日） - 毎週月曜 21:00 - 21:30 （2019年4月1日 - 2020年3月23日） |
| ネット局放送   | ラジオ関西 アニたまどっとコム                          | 放送終了                           | - 毎週土曜 22:00 - 22:30 （2017年7月1日 - 2018年3月31日）                                                           |
| ニコニコ生放送 | ニコニコ生放送 シーサイドチャンネル                    | 不定期 （2017年 - ）               | ※ 本配信とは別の有料動画                                                                                            |
| アーカイブ配信 | ニコニコ動画 シーサイドチャンネル                      | 本配信と同じ （2020年3月30日 - ）  | - 毎週月曜 21:30更新 （2017年4月10日 - 2019年4月1日） - 毎週火曜 20:00更新 （2019年4月2日 - 2020年3月24日）         |
| アーカイブ配信 | インターネットラジオ配信 別冊ラジ関                    | 配信終了                           | - 毎週火曜 夕方更新（1週間） （2017年7月4日 - 10月31日） ※ ネット局であるラジオ関西のインターネット配信             |

## パーソナリティ
- 高田憂希
- 松田颯水

## コーナー
激突！マイクパフォーマンス！
番組から出されるお題についての一言意見をリスナーから募集し、パーソナリティ2人がその意見をリング上のマイクパフォーマンスのように叫びながら交互に発表して優劣を競っていく。判定はスタッフの多数決によって行われる。
3ラウンド限定 フレッシュバトル
1ラウンド3分の対決企画を計3ラウンド行って勝敗を決するバトルコーナー。総合的な勝者はスタッフの多数決によって決定する。
どっちに乗るのか決めなさい！
番組から出されるお題に対して、パーソナリティ2人が討論をしていく。リスナーがどちらの意見に乗るのかを投票し、次回以降に投票結果を発表して勝者を決める。勝者はリスナーからの得票率によって決定する。
フレッシュかるた
フレッシュな一言による「フレッシュかるた」を各パーソナリティが作っていく。10点満点で競い合って、より得点が高い方がかるたとして採用される。採点はスタッフの判断によって行われる。

## イベント
※太字は番組単独イベント
| 開催日   | イベント名                                                                                    | 会場                                     | 備考                                                          |
| 2017年   | 2017年                                                                                        | 2017年                                   | 2017年                                                        |
| -------- | --------------------------------------------------------------------------------------------- | ---------------------------------------- | ------------------------------------------------------------- |
| 9月10日  | SEASIDE SUMMER FESTIVAL 2017 in OSAKA                                                         | なんばHatch                              | シーサイド・コミュニケーションズ制作の8番組による合同イベント |
| 12月10日 | SEASIDE LIVE FES 2017                                                                         | 舞浜アンフィシアター                     | シーサイド・コミュニケーションズ制作の5番組による合同イベント |
| 2018年   |                                                                                               |                                          |                                                               |
| 3月4日   | フレッシュたかまつ～フレッシャーズまつり2018～                                                | 科学技術館サイエンスホール               | 番組初の単独イベント                                          |
| 8月12日  | SEASIDE SUMMER FESTIVAL 2018                                                                  | 中野サンプラザ                           |                                                               |
| 12月23日 | フレッシュたかまつ×桑原由気と本渡楓のパリパリパーリィ☆合同イベント ～FRESH X’mas PARRY 2018～ | ニッショーホール                         |                                                               |
| 2019年   |                                                                                               |                                          |                                                               |
| 1月12日  | SEASIDE NEW YEAR PARTY 2019 【夜の部】                                                        | 目黒区中小企業センターホール             |                                                               |
| 2月3日   | SEASIDE WINTER FESTIVAL 2019                                                                  | 中野サンプラザ                           | シーサイド・コミュニケーションズ制作の6番組による合同イベント |
| 4月20日  | フレッシュたかまつ FRESH FESTA 2019～HAPPY！HAPPY！HAPPY！～                                  | 科学技術館サイエンスホール               |                                                               |
| 12月24日 | フレッシュたかまつ FRESH FESTA 2019～HOP STEP PARTY！～                                       | 科学技術館サイエンスホール               |                                                               |
| 2021年   |                                                                                               |                                          |                                                               |
| 4月11日  | フレッシュたかまつ FRESH FESTA 2021～祝！4周年！Starting Over！～                             | 科学技術館サイエンスホール               |                                                               |
| 12月19日 | フレッシュたかまつ Fresh X’mas Party 2021                                                     | 科学技術館サイエンスホール               |                                                               |
| 2023年   |                                                                                               |                                          |                                                               |
| 4月11日  | フレッシュたかまつ Winter Festival 2023                                                       | YMCAアジア青少年センター スペースYホール |                                                               |

## 関連商品
※公式ネットショップは『シーサイドSHOP（フレッシュたかまつ）』を参照。

### CD・DVD
| 販売日   | タイトル名                                              | 備考 |        |
| 2017年   | 2017年                                                  | 2017年 | 2017年 |
| -------- | ------------------------------------------------------- | --- | ------ |
| 11月8日  | フレッシュたかまつ SEASIDE LIVE FES 2017〜RAINBOW〜     | オーディオCD（楽曲5曲）+ MP3CD（過去放送第1回 - 第8回） |        |
| 11月24日 | フレッシュたかまつDJCD vol.1〜フレッシュ東京ツアー〜    | オーディオCD（新規収録） + MP3CD（過去放送第9回 - 第21回） |        |
| 12月9日  | フレッシュたかまつカウントダウンCD2017                  | 『SEASIDE LIVE FES 2017（前日祭含む）』会場販売 |        |
| 12月29日 | 松田颯水ショー                                          | - シーサイド・コミュニケーションズがC93にて販売するグッズ「シーサイド福袋2018」の購入者特典DVD。 - 内容：松田がゲストを迎えて展開するバラエティ番組 - ゲスト：巽悠衣子、大野柚布子、武田羅梨沙多胡 |        |
| 2018年   |                                                         | |        |
| 8月17日  | フレッシュたかまつ DJCD vol.2～フレッシュ餌やりツアー～ | - 1枚目：新規収録オーディオCD - 2枚目：過去放送（第22回～第34回放送分）MP3CD - 3枚目：特別企画DVD                                                                                                  |        |